# Glavatičići
Glavatičići (en serbe cyrillique : Главатичићи) est un village du sud-ouest du Monténégro, dans la municipalité de Kotor.

## Démographie

### Évolution historique de la population
| 1948 | 1953 | 1961 | 1971 | 1981 | 1991 | 2003 |
| ---- | ---- | ---- | ---- | ---- | ---- | ---- |
| 149  | 129  | 117  | 117  | 80   | 33   | 69   |